# Taekwondo tại Đại hội Thể thao châu Á 2022
Taekwondo tại Đại hội Thể thao châu Á 2022 được tổ chức tại Trung tâm Thể thao Lâm An, Hàng Châu, Trung Quốc, từ ngày 24 đến ngày 28 tháng 9 năm 2023.

## Quốc gia tham dự
Có tổng cộng 221 vận động viên đến từ 37 quốc gia tham gia thi đấu môn Taekwondo tại Đại hội Thể thao châu Á 2022:
- Afghanistan (5)
- Bahrain (1)
- Bangladesh (3)
- Bhutan (4)
- Campuchia (5)
- Trung Quốc (10)
- Đài Bắc Trung Hoa (12)
- Hồng Kông (8)
- Indonesia (3)
- Iran (12)
- Iraq (2)
- Nhật Bản (6)
- Jordan (6)
- Kazakhstan (10)
- Kyrgyzstan (2)
- Kuwait (2)
- Lào (4)
- Liban (6)
- Ma Cao (5)
- Malaysia (2)
- Mông Cổ (4)
- Myanmar (1)
- Nepal (11)
- Pakistan (5)
- Palestine (4)
- Philippines (12)
- Qatar (6)
- Ả Rập Xê Út (8)
- Hàn Quốc (13)
- Singapore (3)
- Sri Lanka (2)
- Tajikistan (6)
- Đông Timor (4)
- Thái Lan (10)
- UAE (2)
- Uzbekistan (12)
- Việt Nam (10)

## Lịch thi đấu
| VL | Vòng loại | CK | Bán kết & Chung kết |

| ND↓/Ngày →            | 24/09 CN | 24/09 CN | 25/09 Thứ 2 | 25/09 Thứ 2 | 26/09 Thứ 3 | 26/09 Thứ 3 | 27/09 Thứ 4 | 27/09 Thứ 4 | 28/09 Thứ 5 | 28/09 Thứ 5 |
| --------------------- | -------- | -------- | ----------- | ----------- | ----------- | ----------- | ----------- | ----------- | ----------- | ----------- |
| Biểu diễn cá nhân nam | VL       | CK       |             |             |             |             |             |             |             |             |
| Đối kháng nam 58 kg   |          |          | VL          | CK          |             |             |             |             |             |             |
| Đối kháng nam 63 kg   |          |          |             |             | VL          | CK          |             |             |             |             |
| Đối kháng nam 68 kg   |          |          |             |             |             |             | VL          | CK          |             |             |
| Đối kháng nam 80 kg   |          |          |             |             |             |             | VL          | CK          |             |             |
| Đối kháng nam +80 kg  |          |          |             |             |             |             |             |             | VL          | CK          |
| Biểu diễn cá nhân nữ  | VL       | CK       |             |             |             |             |             |             |             |             |
| Đối kháng nữ 49 kg    |          |          | VL          | F           |             |             |             |             |             |             |
| Đối kháng nữ 53 kg    |          |          |             |             | VL          | CK          |             |             |             |             |
| Đối kháng nữ 57 kg    |          |          |             |             | VL          | CK          |             |             |             |             |
| Đối kháng nữ 67 kg    |          |          |             |             |             |             | VL          | CK          |             |             |
| Đối kháng nữ +67 kg   |          |          |             |             |             |             |             |             | VL          | CK          |
| Đồng đội hỗn hợp      |          |          | VL          | CK          |             |             |             |             |             |             |

## Danh sách huy chương

### Biểu diễn
| Nội dung    | Vàng                    | Bạc                              | Đồng                             |
| ----------- | ----------------------- | -------------------------------- | -------------------------------- |
| Cá nhân nam | Kang Wan-jin · Hàn Quốc | Ma Yun-zhong · Đài Bắc Trung Hoa | Trần Hồ Duy · Việt Nam           |
| Cá nhân nam | Kang Wan-jin · Hàn Quốc | Ma Yun-zhong · Đài Bắc Trung Hoa | Patrick King Perez · Philippines |
| Cá nhân nữ  | Cha Yea-eun · Hàn Quốc  | Yuiko Niwa · Nhật Bản            | Chen Hsin-ya · Đài Bắc Trung Hoa |
| Cá nhân nữ  | Cha Yea-eun · Hàn Quốc  | Yuiko Niwa · Nhật Bản            | Marjan Salahshouri · Iran        |

### Đối kháng nam
| Nội dung             | Vàng                          | Bạc                         | Đồng                            |
| -------------------- | ----------------------------- | --------------------------- | ------------------------------- |
| Đối kháng 58 kg      | Jang Jun · Hàn Quốc           | Mahdi Hajimousaei · Iran    | Cheng Kai · Trung Quốc          |
| Đối kháng 58 kg      | Jang Jun · Hàn Quốc           | Mahdi Hajimousaei · Iran    | Mohsen Rezaee · Afghanistan     |
| Đối kháng 63 kg      | Banlung Tubtimdang · Thái Lan | Alireza Hosseinpour · Iran  | Liang Yushuai · Trung Quốc      |
| Đối kháng 63 kg      | Banlung Tubtimdang · Thái Lan | Alireza Hosseinpour · Iran  | Zaid Al-Halawani · Jordan       |
| Đối kháng 68 kg      | Ulugbek Rashitov · Uzbekistan | Zaid Abdul Kareem · Jordan  | Matin Rezaei · Iran             |
| Đối kháng 68 kg      | Ulugbek Rashitov · Uzbekistan | Zaid Abdul Kareem · Jordan  | Jin Ho-jun · Hàn Quốc           |
| Đối kháng 80 kg      | Park Woo-hyeok · Hàn Quốc     | Saleh El-Sharabaty · Jordan | Saif Al-Rammahi · Iraq          |
| Đối kháng 80 kg      | Park Woo-hyeok · Hàn Quốc     | Saleh El-Sharabaty · Jordan | Mehran Barkhordari · Iran       |
| Đối kháng trên 80 kg | Song Zhaoxiang · Trung Quốc   | Arian Salimi · Iran         | Lee Meng-en · Đài Bắc Trung Hoa |
| Đối kháng trên 80 kg | Song Zhaoxiang · Trung Quốc   | Arian Salimi · Iran         | Smaiyl Duisebay · Kazakhstan    |

### Đối kháng nữ
| Nội dung             | Vàng                              | Bạc                              | Đồng                                      |
| -------------------- | --------------------------------- | -------------------------------- | ----------------------------------------- |
| Đối kháng 49 kg      | Panipak Wongpattanakit · Thái Lan | Qing Guo · Trung Quốc            | Mobina Nematzadeh · Iran                  |
| Đối kháng 49 kg      | Panipak Wongpattanakit · Thái Lan | Qing Guo · Trung Quốc            | Madinabonu Mannopova · Uzbekistan         |
| Đối kháng 53 kg      | Park Hye-jin · Hàn Quốc           | Lin Wei-chun · Đài Bắc Trung Hoa | Chutikan Jongkolrattanawattana · Thái Lan |
| Đối kháng 53 kg      | Park Hye-jin · Hàn Quốc           | Lin Wei-chun · Đài Bắc Trung Hoa | Charos Kayumova · Uzbekistan              |
| Đối kháng 57 kg      | Luo Zongshi · Trung Quốc          | Lo Chia-ling · Đài Bắc Trung Hoa | Kim Yu-jin · Hàn Quốc                     |
| Đối kháng 57 kg      | Luo Zongshi · Trung Quốc          | Lo Chia-ling · Đài Bắc Trung Hoa | Phannapa Harnsujin · Thái Lan             |
| Đối kháng 67 kg      | Song Jie · Trung Quốc             | Feruza Sadikova · Uzbekistan     | Melika Mirhosseini · Iran                 |
| Đối kháng 67 kg      | Song Jie · Trung Quốc             | Feruza Sadikova · Uzbekistan     | Bạc Thị Khiêm · Việt Nam                  |
| Đối kháng trên 67 kg | Zhou Zeqi · Trung Quốc            | Lee Da-bin · Hàn Quốc            | Svetlana Osipova · Uzbekistan             |
| Đối kháng trên 67 kg | Zhou Zeqi · Trung Quốc            | Lee Da-bin · Hàn Quốc            | Cansel Deniz · Kazakhstan                 |

### Đồng đội phối hợp
| Nội dung             | Vàng                                                          | Bạc                                                                | Đồng                                                                                    |
| -------------------- | ------------------------------------------------------------- | ------------------------------------------------------------------ | --------------------------------------------------------------------------------------- |
| Đồng đội phối hợp kg | Trung Quốc · Cui Yang · Song Zhaoxiang · Song Jie · Zhou Zeqi | Hàn Quốc · Seo Geon-woo · Kim Jan-di · Lee Da-bin · Park Woo-hyeok | Uzbekistan · Ozoda Sobirjonova · Shukhrat Salaev · Svetlana Osipova · Jasurbek Jaysunov |
| Đồng đội phối hợp kg | Trung Quốc · Cui Yang · Song Zhaoxiang · Song Jie · Zhou Zeqi | Hàn Quốc · Seo Geon-woo · Kim Jan-di · Lee Da-bin · Park Woo-hyeok | Việt Nam · Bạc Thị Khiêm · Phạm Ngọc Châm · Phạm Minh Bảo Kha · Lý Hồng Phúc            |

## Bảng tổng sắp huy chương
| Hạng                | Đoàn                    | Vàng | Bạc | Đồng | Tổng số |
| ------------------- | ----------------------- | ---- | --- | ---- | ------- |
| 1                   | Hàn Quốc (KOR)          | 5    | 2   | 2    | 9       |
| 2                   | Trung Quốc (CHN)        | 5    | 1   | 2    | 8       |
| 3                   | Thái Lan (THA)          | 2    | 0   | 2    | 4       |
| 4                   | Uzbekistan (UZB)        | 1    | 1   | 4    | 6       |
| 5                   | Iran (IRI)              | 0    | 3   | 5    | 8       |
| 6                   | Đài Bắc Trung Hoa (TPE) | 0    | 3   | 2    | 5       |
| 7                   | Jordan (JOR)            | 0    | 2   | 1    | 3       |
| 8                   | Nhật Bản (JPN)          | 0    | 1   | 0    | 1       |
| 9                   | Việt Nam (VIE)          | 0    | 0   | 3    | 3       |
| 10                  | Kazakhstan (KAZ)        | 0    | 0   | 2    | 2       |
| 11                  | Afghanistan (AFG)       | 0    | 0   | 1    | 1       |
| 11                  | Iraq (IRQ)              | 0    | 0   | 1    | 1       |
| 11                  | Philippines (PHI)       | 0    | 0   | 1    | 1       |
| Tổng số (13 đơn vị) | Tổng số (13 đơn vị)     | 13   | 13  | 26   | 52      |